# Stati Uniti contro Wilson
Stati Uniti contro Wilson è una sentenza della Corte suprema degli Stati Uniti d'America del 1833, in cui i giudici hanno stabilito, creando dunque un precedente considerevole vista l’assenza di giurisprudenza in merito, la dottrina giudiziaria secondo cui in base ad un’interpretazione dell’Art. II, § 2, cl. 1, della Costituzione (anche chiamata “Clausola del potere presidenziale di grazia”) ed ad una conseguente analisi anche della dottrina giurisprudenziale inglese (per ovvi motivi ereditata dall’ordinamento statunitense), una grazia non possa essere automaticamente riconosciuta da un giudice se questa non sia stata portata in sede giudiziale dinnanzi al tribunale per appello, mozione o altro modo. Di conseguenza, la Corte ha affermato che, se tal atto è esercitato volontariamente, essa può ritenersi rifiutabile definitivamente da parte dell’imputato.

## Origine del contenzioso, decisione e sviluppi successivi
La questione originò da una controversia fra un tale, di nome George Wilson, e vari corrieri del Servizio postale degli Stati Uniti (U.S. Mail) che, tra il 26 novembre ed il 6 dicembre del 1829, in una cittadina rurale dello Stato della Pennsylvania, subirono diversi furti di corrispondenza e, tramite questi, un pericolo per la loro vita ed incolumità personale. Ciò portò Wilson ad essere processato e condannato a morte, ma alla fine l'influenza dei suoi amici, lo portò ad essere graziato dal Presidente Andrew Jackson, secondo le condizioni qui riportate:
Wilson, ciononostante, rifiutò il perdono e così alla Corte Suprema degli Stati Uniti fu chiesto stato di pronunciarsi sulla legittimità di tale azione, vista l’assenza di precedenti o dottrina giurisprudenziale.
La Corte dunque dichiarò, a maggioranza unanime, che se fosse stato l’imputato o il prigioniero a non accettare volontariamente il perdono, e dunque a non presentarlo dinnanzi a un giudice, esso era da ritenersi inapplicabile, secondo la motivazione che: "Un perdono è un atto, per la cui validità la consegna è essenziale, e la consegna non è completa senza accettazione. Può quindi essere respinto dalla persona a cui è offerto; e se viene respinto, non abbiamo scoperto alcun potere in questa corte per imporlo a lui".
In definitiva, Wilson rifiutò sì il perdono, ma evitò, secondo l’opinione maggioritaria, di essere impiccato, a differenza del suo complice, sebbene la sua fine giudiziaria sia ignota:
- Secondo un rapporto sulla “National Gazette” di Filadelfia datato 14 gennaio 1841, si suggerisce che egli sia stato in prigione per dieci anni fino al suo rilascio, ricevendo un'altra grazia dal presidente Martin Van Buren, questa volta accettata;[4][5]

- Secondo la rivista Smithsonian, invece, Wilson sarebbe in realtà stato impiccato sin da subito, a seguito del rifiuto del perdono.[6]